# 蓼藍
蓼藍，亦略稱為藍或靛青，為蓼科一年生的草本植物。主要用作藍染及藥用。

## 形態和原产地
蓼藍植株外形与犬蓼類似。高約50公分到80公分，葉互生，卵形或橢圓形，葉下表面沿葉脈常有毛茸分布；鞘狀托葉 (ocrea) 管狀、膜質，長1-1.5厘米，花為紫紅色。
蓼蓝原產于中南半島和中國。蓼藍亦有在歐洲生長，是當地的主要藍染植物。

## 用途

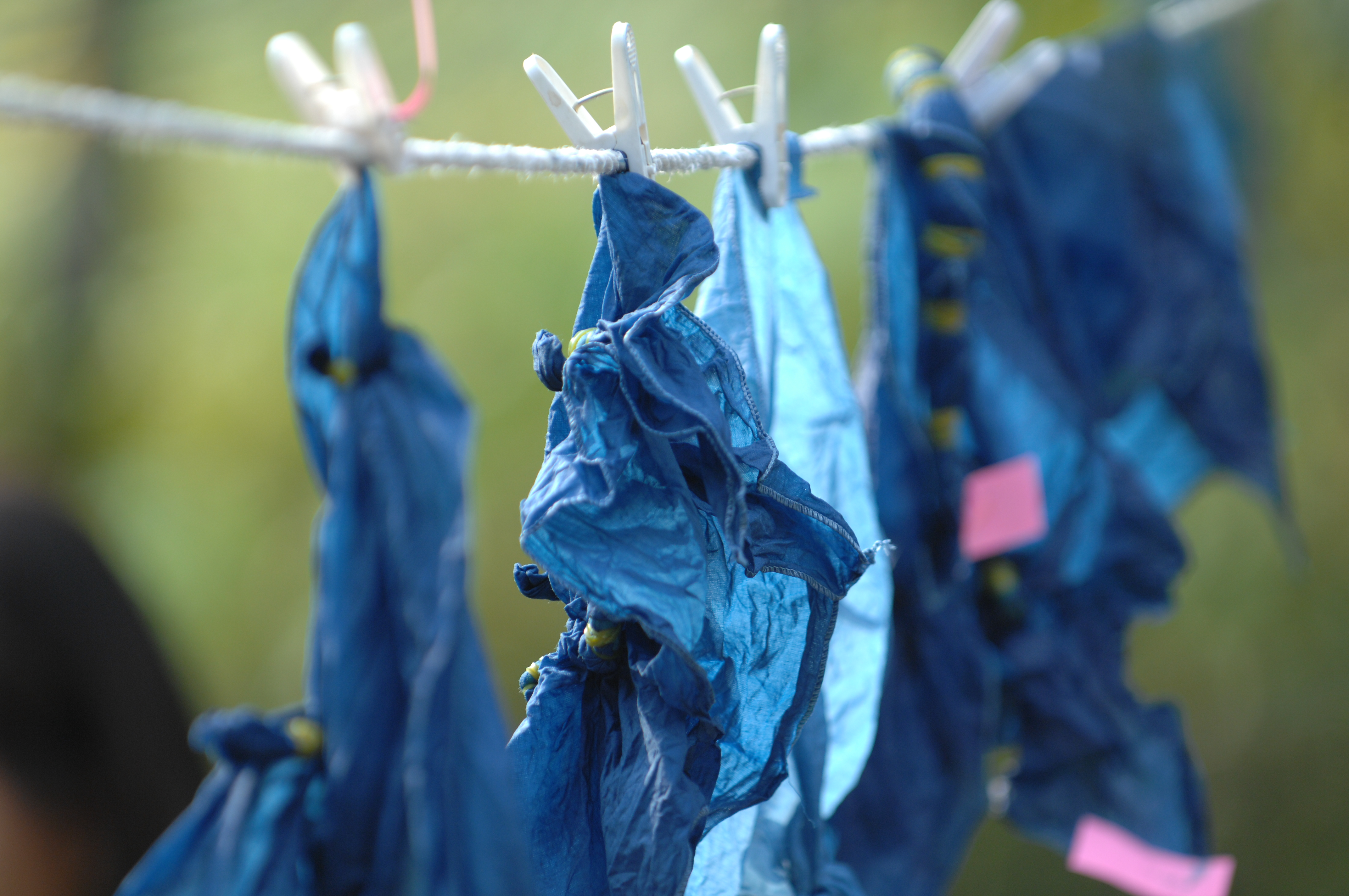
朝鮮傳統天然染色

一般作染料用的是它的葉，葉子含有尿藍母，這是一種天然的藍色色素，遇水分解，氧化後變成靛藍。
蓼藍除了被應用於染料之外，亦可入中藥，有解毒、解熱與殺菌的功效。

## 传播
蓼藍大約在6世紀左右由中國傳到日本，應用於藍色的染料所以被大量的栽培。蓼藍在江户时代的阿波（今德島縣）相當盛行，大約於19世紀初的蓝绿色染料年產量號稱達15萬～20萬俵。
然而，明治時代後，蓝绿色染料由印度直接輸入，而且德國將人工藍轉工業化成功後，約在1904年大量進口到日本，導致日本至今少有栽培。

## 文化
- 成語「青出於藍」出自《荀子勸學篇》：「青，取之於藍，而青於藍」。藍色在当时作「青」色，而「藍」指的则是蓼藍這種植物。原意是蓼蓝提炼的蓝色颜料比蓼蓝本身更蓝，喻示人需要学习才能超越其本来水平；后来引申为後輩勝於前輩，或弟子勝於老師[3]。

## 參看
- 德岛平野（日語）
- 中草藥列表
- 染料
- 靛色
- 靛青染料
- 藍染植物
- 小菁
- 大菁

## 外部連結
- 蓼藍 Liaolan （页面存档备份，存于） 藥用植物圖像數據庫 (香港浸會大學中醫藥學院) （中文）（英文）
- 青黛 中藥材圖像數據庫  (香港浸會大學中醫藥學院) （中文）（英文）
- 青黛 （页面存档备份，存于） 中藥標本數據庫 (香港浸會大學中醫藥學院) （繁體中文）（英文）
- 蓼大青葉 Liao Da Qing Ye （页面存档备份，存于） 中藥標本數據庫 (香港浸會大學中醫藥學院) （繁體中文）（英文）
- 靛玉紅 Indirubin （页面存档备份，存于） 中草藥化學圖像數據庫 (香港浸會大學中醫藥學院) （中文）（英文）